# Scrawl (film)
Pour plus de détails, voir Fiche technique et Distribution.
Scrawl est un film d'horreur britannique réalisé par Peter Hearn, sorti en 2015.

## Synopsis
Simon rédige un comic book avec son meilleur ami Joe jusqu'au moment où les situations de son livre se produisent dans la vraie vie. Une mystérieuse fille apparaît dès lors et le garçon est forcé de voir les choses en face. Il décide donc, avec l'aide d'Annie, une fille de son passé, de Frank, le père de Joe et Rosie, de réécrire la mort du personnage.

## Fiche technique
Sauf indication contraire, les informations mentionnées dans cette section peuvent être confirmées par la base de données cinématographiques IMDb,  présente dans la section « Liens externes ».
- Titre original : Scrawl
- Réalisation : Peter Hearn
- Scénario : Peter Hearn
- Photographie : Matty Crawford
- Montage : Matty Crawford
- Musique : Dan Hall
- Production : Annabelle Le Gresley et Peter Hearn
- Sociétés de production : Half Day Wednesday, Kicked by a Mule et Red Scout Films
- Pays d'origine : Royaume-Uni
- Langue originale : anglais
- Format : couleur - 35 mm - 2.35:1 - Dolby numérique
- Genre : Film d'horreur
- Durée : 82 minutes
- Dates de sortie :

 Royaume-Uni : août 2015 (sortie limitée)

## Distribution
- Mark Forester Evans : Frank
- Daisy Ridley : Hannah
- Liam Hughes : Simon
- Joe Daly : Joe
- Annabelle Le Gresley : Annie
- Ellie Selwood : Rosie
- Nathalie Pownall :  Eve
- Elizabeth Boag : Georgie
- Chris Casey : Oncle Mike
- Catherine Ruddick :  Charlie
- Morag Sims : Claire
- Derek Jones : Le gardien